# Feli Nuna
Feli Nuna (/f3li nuna/; sinh ngày 20 tháng 5 năm 1990) là một rapper người Ghana, ca sĩ, giám đốc sáng tác bài hát và nhà sản xuất. Sinh ra và lớn lên ở Accra. Cô đã ký hợp đồng thu âm đầu tiên của mình là 'Felly' với Lynx giải trí vào năm 2012 và phát hành đĩa đơn chính thức đầu tiên 'Ghana Girl Swag' nhưng phải gián đoạn 2 năm ngay sau khi phát hành. Sau đó, cô xuất hiện trở lại với một thương hiệu mới là Feli Nuna vào năm 2015 trong Beehyve Entertainment với "Tôi thích Am" và đã hoạt động cho đến hiện tại.

## Cuộc đời và sự nghiệp
Felicia Nuna Akosua Tawiah, thông thường được gọi là Feli Nuna sinh ra tại Accra Ghana vào ngày 20 tháng 5 năm 1990 với Đại tá Theophilus Tawiah (Rtd) và Bà Sitsofe Dzansi. Cô đến từ Leklebi Agbesia ở khu vực Volta của Ghana. Khi còn rất trẻ 4 tuổi, cô đã đăng ký vào trường Tiểu học và Trường cơ bản Legon (Khoa mẫu giáo) nơi cô có được nhà trẻ, tiểu học cho đến Giáo dục cơ bản. Sau đó cô được nhận vào Đại học Ghana năm 2009, nơi cô học tiếng Anh, Xã hội học và Tâm lý học. Cô tốt nghiệp Cử nhân Nghệ thuật Xã hội học và Tâm lý học.
Cô đã ký hợp đồng thu âm đầu tiên của mình là 'Felly' với Lynx Entertainment vào năm 2012. Theo Lynx Entertainment, cô đã phát hành 'Ghana Girl Swag'. Mối quan hệ giữa Feli Nuna và lynx Entertainment không được suôn sẻ và cuối cùng cô rời khỏi hãng thu âm. Vào năm 2015, cô đã ký hợp đồng với công ty giải trí Beehyve và phát hành "I lke am", đây là đĩa đơn thứ hai của cô với tư cách là một nghệ sĩ và là đĩa đơn đầu tiên dưới sự quản lý mới của cô. Cô đã từng là giám khảo của Trung tâm thương mại Voice of West Hills năm 2016, và đã biểu diễn trên các nền tảng địa phương lớn đáng tin cậy bao gồm The Ghana Music Awards Nominees Concert (2016)  4Syte Music Video Awards (2016), và cũng được biểu diễn trên At Coke Studio Africa (2016), Yaws Fashion Show (Gambia 2017), Liên hoan thanh niên châu Á - châu Phi (Trung Quốc, 2017).

## Hợp tác
- Alowa ft Pappy Kojo [12]
- Show Me ft Kuami Eugene [13]
- Tôi và bạn ft RCee
- Yêu tôi bây giờ ft Stonebwoy [14]
- Chúa tể DJ Sokolala ft (Feli Nuna) -
- Knii Lante - Bạn (ft Feli Nuna) - [15]

## Quay phim
- Tôi thích Am- [16]
- Kiểm soát mất - [17]
- Ma thuật Afro- [18]
- Gelaway- [19]
- Ước mơ- [20]
- Tôi và bạn- [21]
- Edzoleme- [22]
- Yêu tôi ngay bây giờ- [23]
- Azaa- [24]